# Ральф Грей, барон Грей Нонтон
Ральф Френсіс Алнвік Грей, барон Грей Нонтон (англ. Ralph Francis Alnwick Grey, Baron Grey of Naunton, 15 квітня 1910, Велінгтон, домініон Нова Зеландія — 17 жовтня 1999) — британський державний і колоніальний діяч, губернатор Північної Ірландії (1968–1973).

## Біографія
Почав свою кар'єру як юрист і адвокат, 1936 року поступив на державну службу. 1956 року королевою Єлизаветою Другою був зведений в лицарське звання.  
- 1957–1959 рр. — заступник генерал-губернатора Нігерії
- 1959–1964 рр. — губернатор Британської Гвіани
- 1964–1968 рр. — губернатор Багамських островів
- 1968 р. — удостоєний звання пера і введений в палату лордів
- 1968–1973 рр. — губернатор Північної Ірландії
- 1973–1979 рр. — заступник голови Корпорації по розвитку Співдружності Націй (Commonwealth Development Corporation)
- 1983–1989 рр. — президент Британо-нігерійської асоціації
- 1984–1994 рр. — канцлер Університету